# Rapid City
Rapid City je město v okresu Pennington County ve státě Jižní Dakota ve Spojených státech amerických. Po Sioux Falls jde s počtem 74 703 obyvatel o druhé největší město státu. Nachází se na východním úpatí pohoří Black Hills.
S celkovou rozlohou 143 km² byla hustota zalidnění 557 obyvatel na km². Díky sochám některých bývalých amerických prezidentů se městu někdy přezdívá Město prezidentů, díky své poloze vedle pohoří Black Hills je pak také někdy označováno jako Brána do Black Hills.